# Легка атлетика на Іграх Співдружності 2014
Змагання з легкої атлетики на Іграх Співдружності 2014 були проведені 27 липня — 2 серпня в Глазго на Гемпден-Парку.
Траса марафонського забігу була прокладена вулицями міста зі стартом та фінішем на Глазго Грін.

## Призери

### Чоловіки
| Дисципліни                | Золото | Золото     | Срібло | Срібло   | Бронза                                                                                       | Бронза   |
| ------------------------- | --- | ---------- | --- | -------- | -------------------------------------------------------------------------------------------- | -------- |
| 100 метрів                | Кемар Бейлі-Коул Ямайка                                                                                     | 10,00      | Адам Джемілі Англія                                                                                                 | 10,10    | Нікель Ашмід Ямайка                                                                          | 10,12    |
| 200 метрів                | Рашид Дваєр Ямайка                                                                                          | 20,14      | Воррен Вейр Ямайка                                                                                                  | 20,26    | Джейсон Лівермор Ямайка                                                                      | 20,32    |
| 400 метрів                | Кірані Джеймс Гренада                                                                                       | 44,24 GR   | Вайде ван Нікерк ПАР                                                                                                | 44,68    | Лалонд Гордон Тринідад і Тобаго                                                              | 44,78    |
| 800 метрів                | Найджел Амос Ботсвана                                                                                       | 1.45,18    | Давід Рудіша Кенія                                                                                                  | 1.45,48  | Андре Олівер ПАР                                                                             | 1.46,03  |
| 1500 метрів               | Джеймс Магут Кенія                                                                                          | 3.39,31    | Рональд Квемої Кенія                                                                                                | 3.39,53  | Нік Вілліс Нова Зеландія                                                                     | 3.39,60  |
| 5000 метрів               | Калеб Ндіку Кенія                                                                                           | 13.12,07   | Ісайя Коеч Кенія | 13.14,06 | Зейн Робертсон Нова Зеландія                                                                 | 13.16,52 |
| 10000 метрів              | Мозес Кіпсіро Уганда                                                                                        | 27.56,11   | Еммануель Бетт Кенія                                                                                                | 27.56,14 | Камерон Левінс Канада                                                                        | 27.56,23 |
| 110 метрів з бар'єрами    | Ендрю Райлі Ямайка                                                                                          | 13,32      | Вільям Шарман Англія                                                                                                | 13,36    | Шейн Бретвейт Барбадос                                                                       | 13,49    |
| 400 метрів з бар'єрами    | Корнел Фредерікс ПАР                                                                                        | 48,50      | Джег'ю Гордон Тринідад і Тобаго                                                                                     | 48,75    | Джеффрі Гібсон Багамські Острови                                                             | 48,78    |
| 3000 метрів з перешкодами | Джонатан Ндіку Кенія                                                                                        | 8.10,44    | Джайрус Біреч Кенія                                                                                                 | 8.12,68  | Єзекіїль Кембої Кенія                                                                        | 8.19,73  |
| 4×100 метрів              | Ямайка Джейсон Лівермор Кемар Бейлі-Коул Нікель Ашмід Усейн Болт Кіммарі Роуч (забіг) Джуліан Форте (забіг) | 37,58 GR   | Англія Адам Джемілі Гаррі Айкінс-Айїтей Річард Кілті Денієл Телбот Джеймс Еллінгтон (забіг) Ендрю Робертсон (забіг) | 38,02    | Тринідад і Тобаго Кестон Бледмен Марк Бернз Рондел Соррільйо Річард Томпсон                  | 38,10    |
| 4×400 метрів              | Англія Конрад Вільямс Майкл Бінем Деніел Од Меттью Гадсон-Сміт Найджел Лівайн (забіг)                       | 3.00,46    | Багамські Острови Латой Вільямс Майкл Метью Алонсо Расселл Кріс Браун Андретті Бейн (забіг)                         | 3.00,51  | Тринідад і Тобаго Лалонд Гордон Джаррін Соломон Ренні Квоу Цвед Г'юїтт Джег'ю Гордон (забіг) | 3.01,51  |
| Марафон                   | Майкл Шеллі Австралія                                                                                       | 2:11.15 PB | Стівен Чемлані Кенія                                                                                                | 2:11.58  | Абрагам Кіплімо Уганда                                                                       | 2:12.23  |
| Стрибки у висоту          | Дерек Друен Канада                                                                                          | 2,31       | Кіріакос Йоанну Кіпр                                                                                                | 2,28     | Майкл Мейсон Канада                                                                          | 2,25     |
| Стрибки з жердиною        | Стівен Льюїс Англія                                                                                         | 5,55       | Люк Каттс Англія | 5,55     | Шонесі Барбер Канада                                                                         | 5,45     |
| Стрибки у довжину         | Грег Резерфорд Англія                                                                                       | 8,20       | Зарк Віссер ПАР | 8,12     | Рушвал Самааї ПАР                                                                            | 8,08     |
| Потрійний стрибок         | Ґодфрі Хотсо Макоена ПАР                                                                                    | 17,20      | Тосін Оке Нігерія                                                                                                   | 16,84    | Арпіндер Сінгх Індія                                                                         | 16,63    |
| Штовхання ядра            | Одейн Річардс Ямайка                                                                                        | 21,61 GR   | Томас Волш Нова Зеландія                                                                                            | 21,19    | Тім Нідоу Канада                                                                             | 20,59    |
| Метання диска             | Вікас Говда Індія                                                                                           | 63,64      | Апостолос Парелліс Кіпр                                                                                             | 63,32    | Джейсон Морган Ямайка                                                                        | 62,34    |
| Метання молота            | Джеймс Стейсі Канада                                                                                        | 74,16      | Нік Міллер Англія                                                                                                   | 72,99    | Марк Драй Шотландія                                                                          | 71,64    |
| Метання списа             | Джуліус Єго Кенія                                                                                           | 83,87      | Кешорн Волкотт Тринідад і Тобаго                                                                                    | 82,67    | Гаміш Пікок Австралія                                                                        | 81,75    |
| Десятиборство             | Даміан Ворнер Канада                                                                                        | 8282       | Ешлі Браянт Англія                                                                                                  | 8109     | Курт Фелікс Гренада                                                                          | 8070 NR  |

### Жінки
| Дисципліни                | Золото | Золото     | Срібло | Срібло   | Бронза                                                                                                   | Бронза     |
| ------------------------- | --- | ---------- | --- | -------- | --- | ---------- |
| 100 метрів                | Блессінґ Окаґбаре Нігерія                                                                                                   | 10,85      | Вероніка Кемпбелл-Браун Ямайка                                                                                       | 11,03    | Керрон Стюарт Ямайка                                                                                     | 11,07      |
| 200 метрів                | Блессінґ Окаґбаре Нігерія                                                                                                   | 22,25      | Джоді Вільямс Англія                                                                                                 | 22,50    | Б'янка Вільямс Англія                                                                                    | 22,58      |
| 400 метрів                | Стефані-Енн Макферсон Ямайка                                                                                                | 50,67      | Новлін Вільямс-Міллс Ямайка                                                                                          | 50,86    | Крістін Дей Ямайка                                                                                       | 51,09      |
| 800 метрів                | Юніс Сум Кенія | 2.00,51    | Лінсі Шарп Шотландія                                                                                                 | 2.01,34  | Вінні Наньйондо Уганда                                                                                   | 2.01,38    |
| 1500 метрів               | Фейт Кіп'єгон Кенія | 4.08,94    | Лора Вейтман Англія                                                                                                  | 4.09,24  | Кейт ван Баскерк Канада                                                                                  | 4.09,41    |
| 5000 метрів               | Мерсі Чероно Кенія | 15.07,21   | Джанет Кіса Кенія | 15.08,90 | Джоанн Пейві Англія                                                                                      | 15.08,96   |
| 10000 метрів              | Джойс Чепкіруї Кенія | 32.09,35   | Флоренс Кіплагат Кенія                                                                                               | 32.09,48 | Емілі Чебет Кенія                                                                                        | 32.10,82   |
| 100 метрів з бар'єрами    | Саллі Пірсон Австралія | 12,67      | Тіффані Портер Англія                                                                                                | 12,80    | Анджела Вайт Канада                                                                                      | 13,02      |
| 400 метрів з бар'єрами    | Каліс Спенсер Ямайка | 54,10      | Ейлід Чайлд Шотландія                                                                                                | 55,02    | Дженів Расселл Ямайка                                                                                    | 55,64      |
| 3000 метрів з перешкодами | П'юріті Кіруї Кенія | 9.30,96    | Мілка Чейва Кенія | 9.31,30  | Джоан Кіпкемой Кенія                                                                                     | 9.33,34    |
| 4×100 метрів              | Ямайка Керрон Стюарт Вероніка Кемпбелл-Браун Скіллоні Калверт Шеллі-Енн Фрейзер-Прайс Елейн Томпсон (забіг)                 | 41,83 GR   | Нігерія Глорія Асумну Блессінґ Окаґбаре Домінік Данкан Лорета Озо Пейшенс Окон Джордж (забіг)                        | 42,92 GR | Англія Аша Філіп Б'янка Вільямс Джоді Вільямс Ешлі Нельсон Аніка Онуора (забіг) Луїз Блор (забіг)        | 43,10      |
| 4×400 метрів              | Ямайка Крістін Дей Новлін Вільямс-Міллс Анастасія Лерой Стефані-Енн Макферсон Дженів Расселл (забіг) Шеріка Вільямс (забіг) | 3.23,82 GR | Нігерія Пейшенс Окон Джордж Регіна Джордж Ада Бенджамін Фолашейд Абуган Фанке Оладоє (забіг) Омолара Омотосо (забіг) | 3.24,71  | Англія Крістін Огуруоґу Шейна Кокс Келлі Мессі Аніка Онуора Емілі Даймонд (забіг) Маргарет Адеоє (забіг) | 3.27,24    |
| Марафон                   | Фломена Чеєч Кенія | 2:26.45    | Кароліна Кілель Кенія                                                                                                | 2:27.10  | Джессіка Тренгав Австралія                                                                               | 2:30.12 PB |
| Стрибки у висоту          | Елеанор Паттерсон Австралія                                                                                                 | 1,94       | Ізобель Пулі Англія                                                                                                  | 1,92     | Леверн Спенсер Сент-Люсія                                                                                | 1,92       |
| Стрибки з жердиною        | Алана Бойд Австралія | 4,50       | Саллі Пік Уельс | 4,25     | Аліша Ньюман КанадаСаллі Скотт Англія                                                                    | 3,80       |
| Стрибки у довжину         | Есе Бруме Нігерія | 6,56       | Джасмін Соєрс Англія                                                                                                 | 6,54     | Крістабель Нетті Канада                                                                                  | 6,49       |
| Потрійний стрибок         | Кімберлі Вільямс Ямайка | 14,21      | Лора Самуель Англія                                                                                                  | 14,09    | Аянна Александер Тринідад і Тобаго                                                                       | 14,01      |
| Штовхання ядра            | Валері Адамс Нова Зеландія                                                                                                  | 19,88      | Клеопатра Борел Тринідад і Тобаго                                                                                    | 18,57    | Жулі Лабонт Канада                                                                                       | 17,58      |
| Метання диска             | Дені Семюелс Австралія | 64.88      | Сіма Пуня Індія | 61,61    | Джейд Леллі Англія                                                                                       | 60,48      |
| Метання молота            | Султана Фрізелл Канада | 71,97 GR   | Джулія Реткліфф Нова Зеландія                                                                                        | 69,96    | Софі Гітчон Англія                                                                                       | 68,72      |
| Метання списа             | Кім Мікл Австралія | 65,96      | Сунетт Вільюн ПАР | 63,19    | Келсі-Лі Робертс Австралія                                                                               | 62,95      |
| Семиборство               | Бріанна Тейсен Канада | 6597       | Джессіка Зелінка Канада                                                                                              | 6270     | Джессіка Тейлор Англія                                                                                   | 5826       |

## Медальний залік
| Місце                | Країна               | Золото | Срібло | Бронза | Загалом |
| -------------------- | -------------------- | ------ | ------ | ------ | ------- |
| 1                    | Кенія                | 10     | 10     | 3      | 23      |
| 2                    | Ямайка               | 10     | 3      | 6      | 19      |
| 3                    | Австралія            | 6      | 0      | 3      | 9       |
| 4                    | Канада               | 5      | 1      | 9      | 15      |
| 5                    | Англія               | 3      | 12     | 8      | 23      |
| 6                    | Нігерія              | 3      | 3      | 0      | 6       |
| 7                    | ПАР                  | 2      | 3      | 2      | 7       |
| 8                    | Нова Зеландія        | 1      | 2      | 2      | 5       |
| 9                    | Індія                | 1      | 1      | 1      | 3       |
| 10                   | Уганда               | 1      | 0      | 2      | 3       |
| 11                   | Гренада              | 1      | 0      | 1      | 2       |
| 12                   | Ботсвана             | 1      | 0      | 0      | 1       |
| 13                   | Тринідад і Тобаго    | 0      | 3      | 4      | 7       |
| 14                   | Шотландія            | 0      | 2      | 1      | 3       |
| 15                   | Кіпр                 | 0      | 2      | 0      | 2       |
| 16                   | Багамські Острови    | 0      | 1      | 1      | 2       |
| 17                   | Уельс                | 0      | 1      | 0      | 1       |
| 18                   | Барбадос             | 0      | 0      | 1      | 1       |
| 18                   | Сент-Люсія           | 0      | 0      | 1      | 1       |
| Загалом (19 збірних) | Загалом (19 збірних) | 44     | 44     | 45     | 133     |